# Concetta Castilletti
Concetta Castilletti (* 11. Januar 1963 in Ragusa) ist eine italienische Biologin. Sie ist Spezialistin für Mikrobiologie und Leiterin der Arbeitsgruppe im virologischen Labor des Istituto nazionale per le malattie infettive Lazzaro Spallanzani in Rom. Im Februar 2020 gelang es ihr zusammen mit Francesca Colavita und Maria Rosaria Capobianchi das Virus SARS-CoV-2, den Erreger der Lungenkrankheit COVID-19, zu isolieren. Eine teilweise Sequenzierung des Genoms von 2019-nCoV/Italy-INMI1 wurde auf der Datenbank GenBank veröffentlicht.

## Karriere und Wirken als Forscherin
Concetta Castilletti studierte Biologie an der Universität Catania, wo sie auch ihren Abschluss erlangte. Später erlangte sie ein Spezialdiplom in Mikrobiologie und Virologie an der Universität La Sapienza in Rom, wo Maria Rosaria Capobianchi auf sie aufmerksam wurde. Von 1998 bis 2000 forschte sie an der Universität von Pisa in Virusimmunobiologie und erlangte ein Dottorato di ricerca, vergleichbar einem Ph.D. oder einem Doktorgrad.  Castilletti veröffentlichte zahlreiche Studien zu SARS, Ebola, der sogenannten „Schweinegrippe“ und zum Chikungunyafieber.
Im Februar 2020 gelang es ihr zusammen mit Maria Rosaria Capobianchi und Francesca Colavita, das Virus SARS-CoV-2, den Erreger der Lungenkrankheit COVID-19 in weniger als 48 Stunden erfolgreich zu isolieren, was einen wichtigen Schritt in der Erforschung und Bekämpfung des Virus darstellt. Concetta Castilleti war in diesem Forschungsteam die verantwortliche Leiterin (responsabile Unità Virus emergenti Spallanzani): „Es war nicht leicht, das Virus zu isolieren, wir hatten auch eine gute Portion Glück.“ 20 Stunden hätten die drei Forscherinnen täglich an der Isolierung gearbeitet.
Eine teilweise Sequenzierung des Genoms von 2019-nCoV/Italy-INMI1 wurde auf der Datenbank GenBank veröffentlicht.

## Publikationen
- Profil von Concetta Castilletti am Istituto nazionale per le malattie infettive „L. Spallanzani“, bei: Researchgate